# Pető Iván
Pető Iván (Budapest, 1946. augusztus 29. –) magyar történész, levéltáros, politikus, a Szabad Demokraták Szövetsége alapítója, 1992 és 1997 között a párt elnöke. 1990–1991-ben, valamint 1994 és 1997 között a országgyűlési SZDSZ-frakció vezetője. 2003 és 2005 között a párt országos tanácsának elnöke.

## Élete
1964-ben érettségizett az egri Dobó István Gimnáziumban. 1965-ben kezdte meg egyetemi tanulmányait az ELTE Bölcsészettudományi Kar (ELTE-BTK) magyar–történelem szakán. Itt 1970-ben szerzett középiskolai tanári diplomát. 1978-ban védte meg egyetemi doktori disszertációját. Diplomájának megszerzése után az Új Magyar Központi Levéltár munkatársa lett, 1986-tól 1990-ig tudományos főmunkatársa volt. Emellett 1978 és 1989 között a Marx Károly Közgazdaságtudományi Egyetem Rajk- és Széchenyi Szakkollégiumának óraadó tanáraként 1945 utáni társadalom- és gazdaságtörténetet oktatott. Oktatói tevékenységét később, az 1990-es évek végétől folytatta: 1997-től 1998-ig az ELTE BTK Társadalom- és Gazdaságtörténet Tanszékén szövegelemző szemináriumot tartott a Kádár-korszakról, 1998-tól 2002-ig az ELTE BTK Szociológiai Intézetének posztgraduális médiaképzése keretében tartott előadásokat az 1945 és 1989 közötti társadalom- és gazdaságtörténetről. 1999-től 2000-ig a Láthatatlan Kollégium tutora volt.

## Politikai pályája
1979-ben harminchárom másik értelmiségi – többek között Kis János, Bence György, Kenedi János, Dalos György – társaságában aláírta a csehszlovákiai Charta ’77 melletti szolidaritási nyilatkozatot, amely a szervezett magyarországi ellenzék egyik első megnyilvánulása volt. Részt vett a demokratikus ellenzék tevékenységében, a Beszélő című szamizdat folyóiratban Ada Pál álnéven publikált. 1988 májusában a Szabad Kezdeményezések Hálózatának, majd novemberben a Szabad Demokraták Szövetségének (SZDSZ) alapító tagja. Ugyanebben az évben a Tudományos Dolgozók Demokratikus Szakszervezete (TDDSZ) választmányának is tagjává választották. Az Ellenzéki Kerekasztal tárgyalásainak egyik résztvevője, az SZDSZ megalakulását követően a párt egyik vezető politikusa lett. Az 1990-es országgyűlési választás idején az SZDSZ választási programjának egyik szerkesztője, a párt szóvivője és 1991-ig ügyvivője is volt.
1992-ben Tölgyessy Péterrel szemben őt választották meg az SZDSZ harmadik elnökének, amely pozícióját 1997-ig töltötte be (a párt történetének leghosszabb elnöksége). 1994-től 1997-ig ezzel együtt a Liberális Internacionálé egyik alelnöke is volt. 2001-től 2003-ig ismét tagja volt a párt ügyvivői testületének. 2003-ban a párt országos tanácsának elnökévé választották, majd 2005-től 2007-ig ismét ügyvivő.
A rendszerváltást követő összes ciklusban országgyűlési képviselő volt 2010-ig: 1990-ben (Bp. 22. választókerület, Zugló egy része), 2002-ben és 2006-ban (Belváros–Újlipótváros) egyéni jelöltként, 1994-ben a párt budapesti területi, 1998-ban országos listájáról jutott be az Országgyűlésbe. 1990 májusától októberéig, valamint 1998-tól 2008-ig az SZDSZ frakcióvezető-helyettese; 1990 októberétől 1991 novemberéig, majd 1994 és 1997 között frakcióvezetője. Az Országgyűlésben több bizottságban dolgozott, 2002-ben a kulturális és sajtóbizottság elnökévé választották. 2008-ban bejelentette, hogy 2010-ben visszavonul a politikai élettől. A 2010-es országgyűlési választás utáni pártrevízió során nem újította meg párttagságát.

## Családja
Munkáscsaládban született; apja, Pető (Richtmann) László ÁVH-s őrnagy, vallatótiszt, eredetileg kárpitos, anyja varrónő volt. Pető Iván második feleségével egy gyermeket nevel, előző házasságából két felnőtt gyermeke van.

## Publikációi
- Dokumentumok a magyar szénbányászat történetéből (1945–1949) (Erdmann Gyulával, 1975)
- A magyar szénbányászat a felszabadulástól a hároméves terv végéig (Erdmann Gyulával, 1977)
- A hazai gazdaság négy évtizedének története 1945–1985 (Szakács Sándorral, 1985)
- Befejezetlen szocializmus (Gerő Andrással, 1998) (angolul is)
- Politikai curriculum vitae (cikkek, interjúk, beszédek, 2000)